# 盖绍
盖绍是奥地利福拉尔贝格州布雷根茨县的一个市镇。总面积5.32平方公里，总人口1568人，人口密度294.7人/平方公里（2005年）。